# 蒙特利马尔站
蒙特利马尔站（法語：Gare de Montélimar）是法国的一个铁路车站，位于法国东南部城市蒙特利马尔。

## 位置
蒙特利马尔站位于蒙特利马尔市区的西部，巴黎－马赛铁路661,311公里处。车站大致呈南北走向，开口朝东。

## 设施
蒙特利马尔站设有人工售票窗口，其开放时间如下：
- 周一：6:30~18:00
- 其它时间段：8:00~18:00

此外，蒙特利马尔站站内还设有自动售票机等设施。

## 站台设置
| 西↑ |             |               |  |
|     |             |               |  |
|     | 岛式        |               |  |
| 2道 |             | 瓦朗斯方向→   |  |
| 1道 |             | ←阿维尼翁方向 |  |
|     | 侧式 主站房 |               |  |
| 东↓ |             |               |  |

## 停靠线路
以下列车线路在蒙特利马尔站停靠：
| 蒙特利马尔站列车线路表               |      |          |            |              |
| 线路                                 | 车种 | 上一站   | 下一站     | 大致运行频率 |
| 巴黎—阿维尼翁/米拉马斯               | TGV  | 瓦朗斯   | 奥朗日     | 每天2~3趟    |
| 里昂帕丢—阿维尼翁/马赛               | TER  | 瓦朗斯   | 皮埃尔拉特 | 每天10趟左右 |
| 马孔/里昂/瓦朗斯—皮埃尔拉特/阿维尼翁 | TER  | 洛里奥勒 | 栋泽尔     | 每天8趟左右  |
| 阿讷西—阿维尼翁                      | TER  | 瓦朗斯   | 皮埃尔拉特 | [ 註 2 ]     |
| 1. 2.                                |      |          |            |              |

## 配套交通

### 长途客车
| 停靠蒙特利马尔站的大巴车       |                                                       | |
| 上下车地点                     | 运营单位                                              | 主要线路及目的地 |
| 蒙特利马尔站门口 Gare routière | Flixbus                                               | - 719线：里昂、索恩河畔自由城、博讷、巴黎 |
| 蒙特利马尔站门口 Gare routière | Isilines                                              | （通过联程中转前往法国各地） （页面存档备份，存于） |
| 蒙特利马尔站门口 Gare routière | 奥弗涅-罗讷-阿尔卑斯城际客运 Car Auvergne-Rhône-Alpes | - 71线：阿朗、瓦洛里、格里尼昂、托利尼昂、瓦尔雷阿斯、圣庞塔莱翁莱维涅、旺特罗勒、尼永斯 - 74线：瓦朗斯TGV站、勒泰伊、圣让勒桑特尼耶、欧布纳、于泽尔、莱旺斯 - 76线：瓦朗斯TGV站、勒泰伊、贝尔新城、沃居埃、桑宗、瓦隆蓬达尔克 |
| 蒙特利马尔站门口 Gare routière | 德龙省城际客运                                        | - 30线：萨瓦斯、拉库库尔德、莱图雷特、罗讷河畔索尔斯、克利尤斯克拉、洛里奥勒、利夫龙、罗讷河畔埃图瓦勒、波特莱瓦朗斯、瓦朗斯 - 35线：皮日龙、拉巴蒂罗朗、拉贝居德德马藏克、苏斯皮耶尔、勒波埃特拉瓦勒、迪约勒菲 - 36线：马拉塔韦尔讷、莱格朗日贡塔尔德、瓦洛里、雷欧维尔、格里尼昂、托利尼昂、瓦尔雷阿斯、圣庞塔莱翁莱维涅、旺特罗勒、尼永斯 - 42线：马拉塔韦尔讷、栋泽尔、皮埃尔拉特、圣保罗三堡城、奥朗日 |
| 蒙特利马尔站门口 Gare routière | SNCF Car TER                                          | （当某条铁路线施工或罢工时，SNCF可能也会提供途径该线路沿途站点的大巴车） |
| 1. 2. 3. 4.                    |                                                       | |

### 城市公共交通
| 蒙特利马尔站附近的市内公共交通线路 |                  | |
| 公交车站名称                       | 位置             | 停靠线路 |
| Gare 蒙特利马尔-火车站             | 蒙特利马尔站对面 | - 2路：蒙特利马尔-拉罗谢尔 ↔ 蒙特利马尔-新堡公路 - 5路：蒙特利马尔-戴高乐 ↔ 蒙特利马尔-雷克雷 - 34路：蒙特利马尔-火车站 ↔ 克莱翁当德朗-塞尔初级中学 |
| Gare routière 蒙特利马尔-汽车站    | 蒙特利马尔站门口 | （定制公交） |
| 1. 2.                              |                  | |

### 社会车辆
蒙特利马尔站门口设有社会车辆停车场。